# Sebastián Santandreu Herrera
Sebastián Santandreu Herrera (Santiago, 26 de noviembre de 1896 - Viña del Mar, 29 de enero de 1973) fue un abogado y político radical chileno. 
Hijo de Sebastián Santandreu Riera y de Antonia Herrera Serrano. Contrajo matrimonio con Blanca Elvira Cuevas Gutiérrez (1922).

## Actividades profesionales
Estudió en el Instituto Nacional y en la Facultad de Derecho de la Universidad de Chile, donde juró como abogado en 1920 con su tesis titulada “La justicia de menor cuantía actual y sus reformas”.
Ejerció su profesión como especialista en Derecho Civil. Fue consejero de la Corporación Nacional de Inversiones de Previsión (1953-1954) y consejero de la Caja de la Habitación (1953).

## Actividades políticas
Miembro del Partido Radical desde 1923. Llegó a ser Diputado representante de la 9ª agrupación departamental de Rancagua, Cachapoal, Caupolicán y San Vicente (1937-1941), integrando la comisión permanente de Trabajo y Legislación Social.
Reelecto Diputado por la misma agrupación departamental (1941-1945), en esta ocasión le tocó ser Vicepresidente de la Cámara de Diputados (1941-1944) y Presidente de la Cámara de Diputados (4 de julio de 1944-15 de mayo de 1945).
Formó parte del Partido Socialista Auténtico (1944-1946) y fue reelecto nuevamente diputado por Rancagua, Cachapoal, Caupolicán y San Vicente (1945-1949), integró la comisión permanente de Constitución, Legislación y Justicia.
Volvió a ser diputado por tres períodos más, representando a la misma agrupación (1949-1953, 1953-1957 y 1957-1961) y formó parte de las comisiones permanentes de Gobierno Interior, la de Minería e Industria, la de Educación y la de Hacienda.